# Chapelle Notre-Dame de Liscorno
La chapelle Notre-Dame de Liscorno est un édifice situé à Lannebert, en France.

## Localisation
La chapelle est située sur le territoire de la commune de Lannebert, dans le département  des Côtes-d'Armor, en région Bretagne.

## Description
La chapelle primitive, datant du XIVe siècle, a été presque entièrement détruite par un incendie. Elle est reconstruite au XVIIIe siècle.

## Historique
La chapelle est inscrite au titre des monuments historiques par arrêté du 28 décembre 1963.

## Galerie

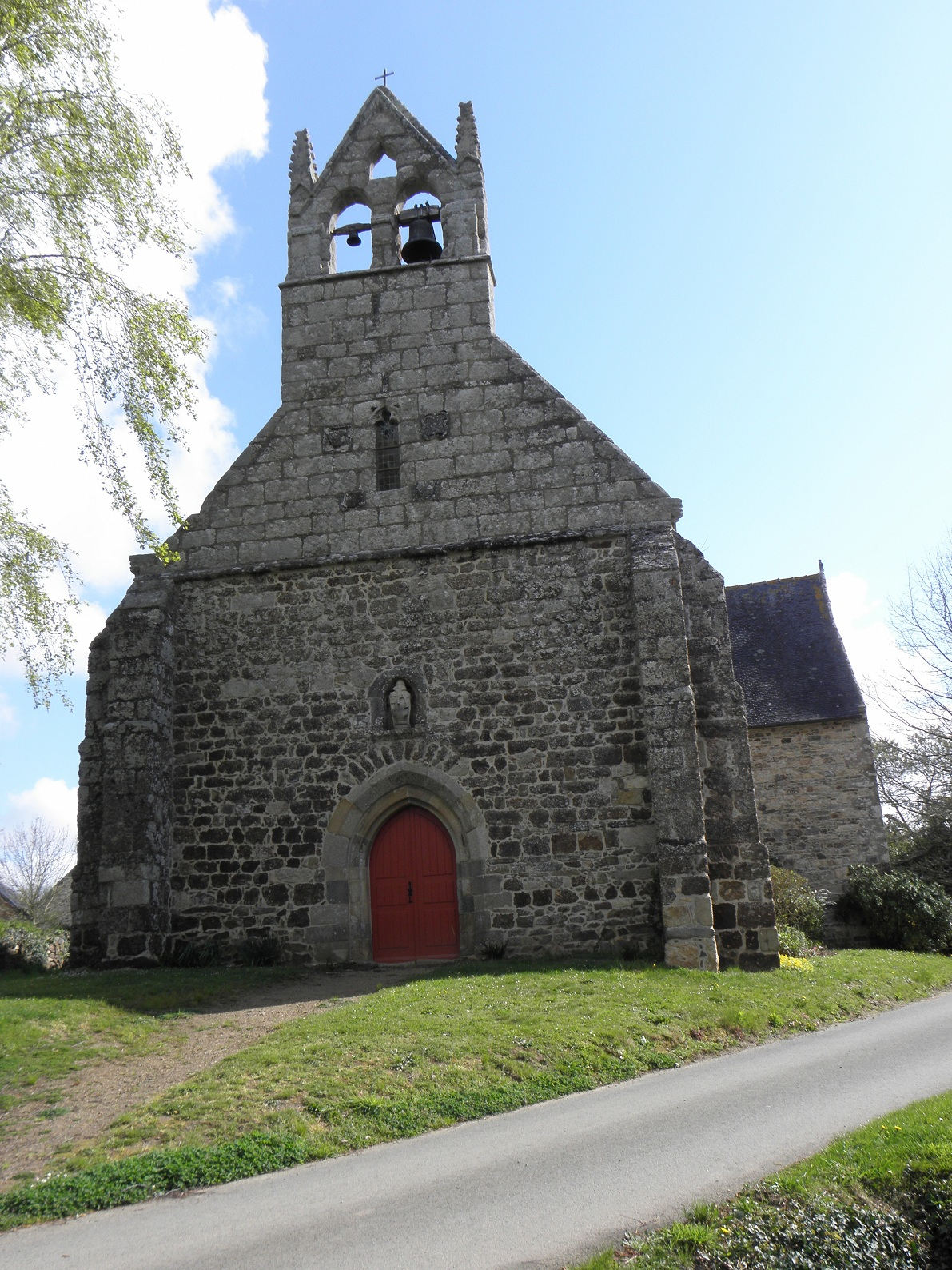
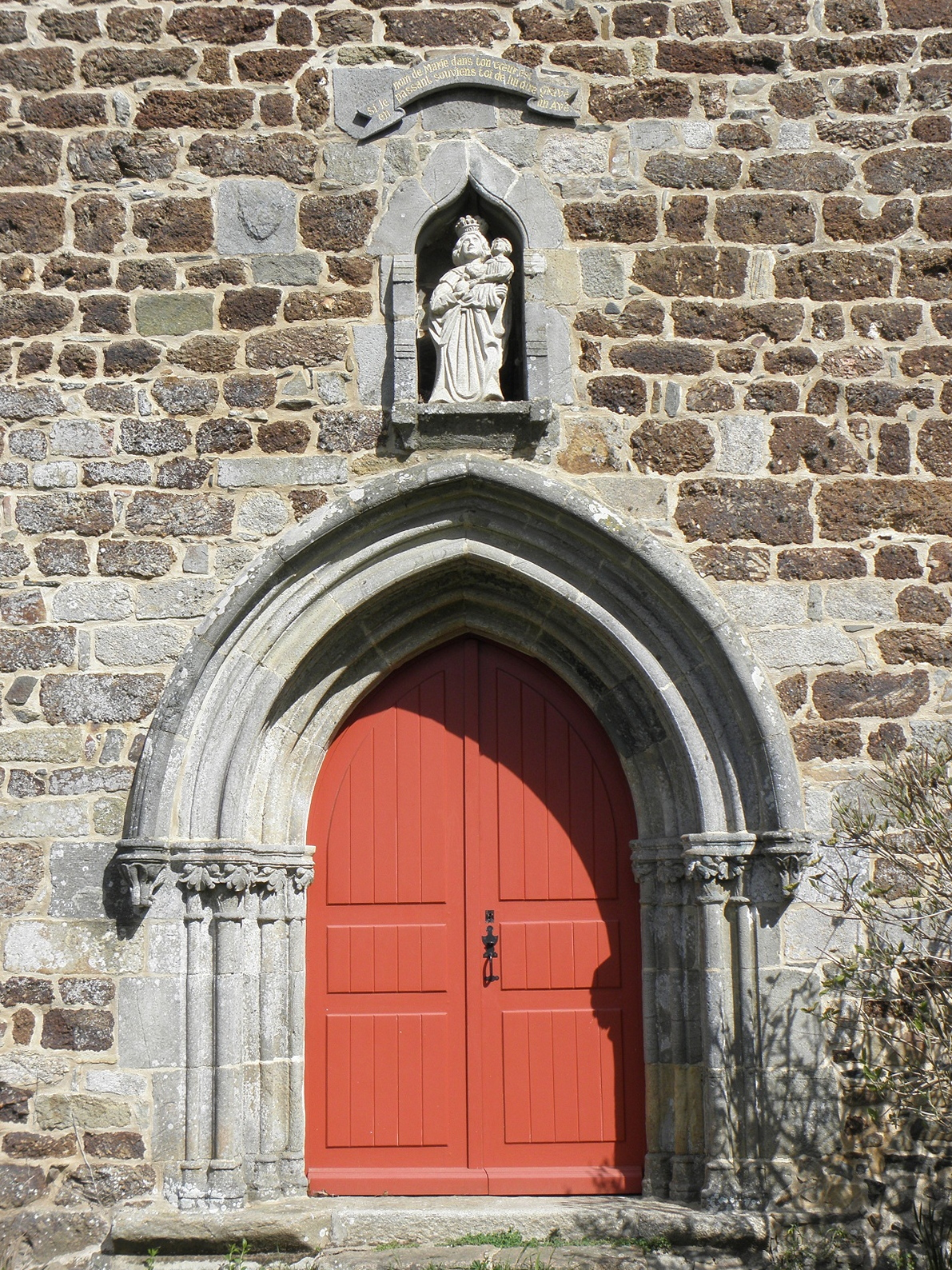
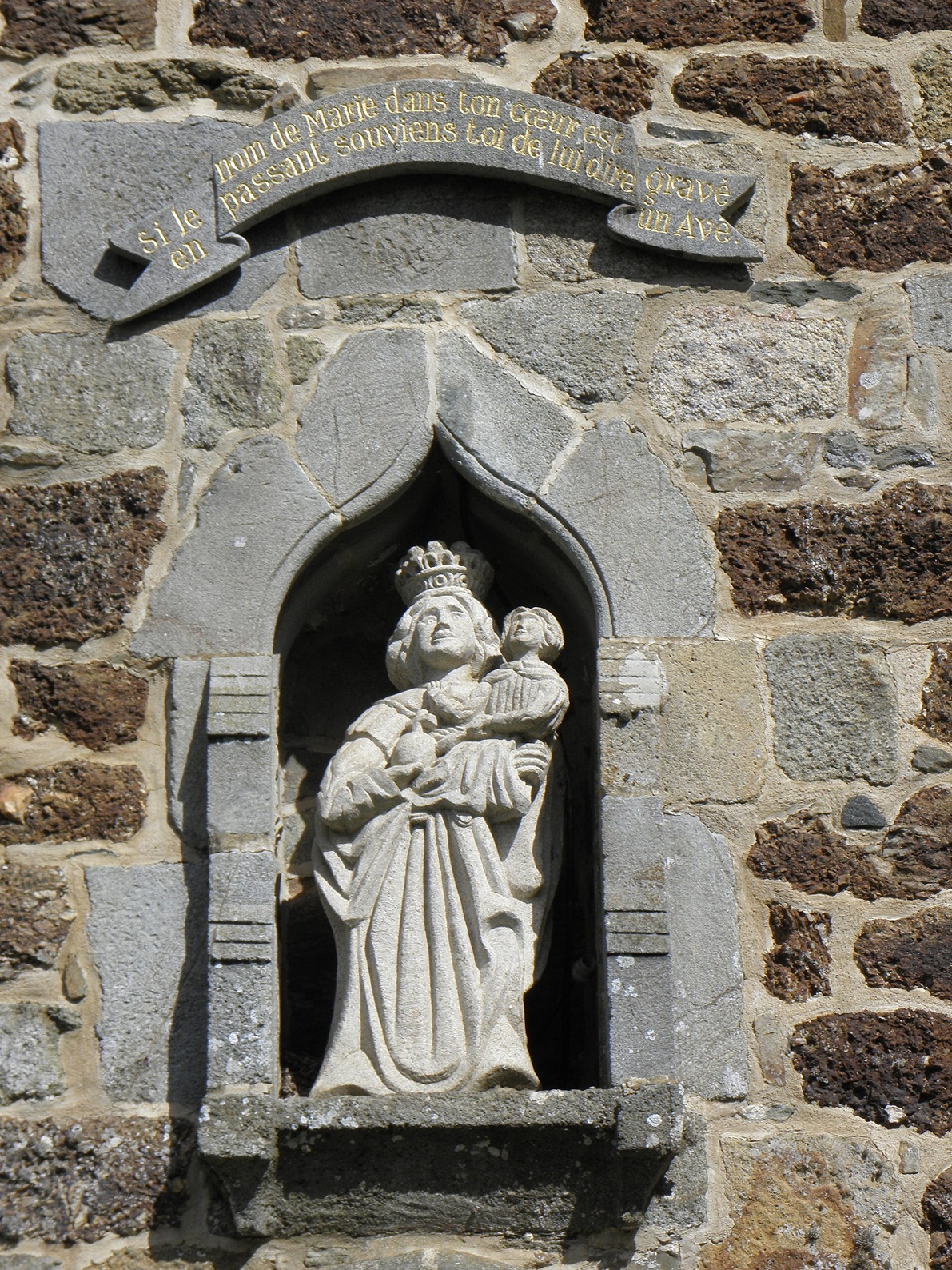
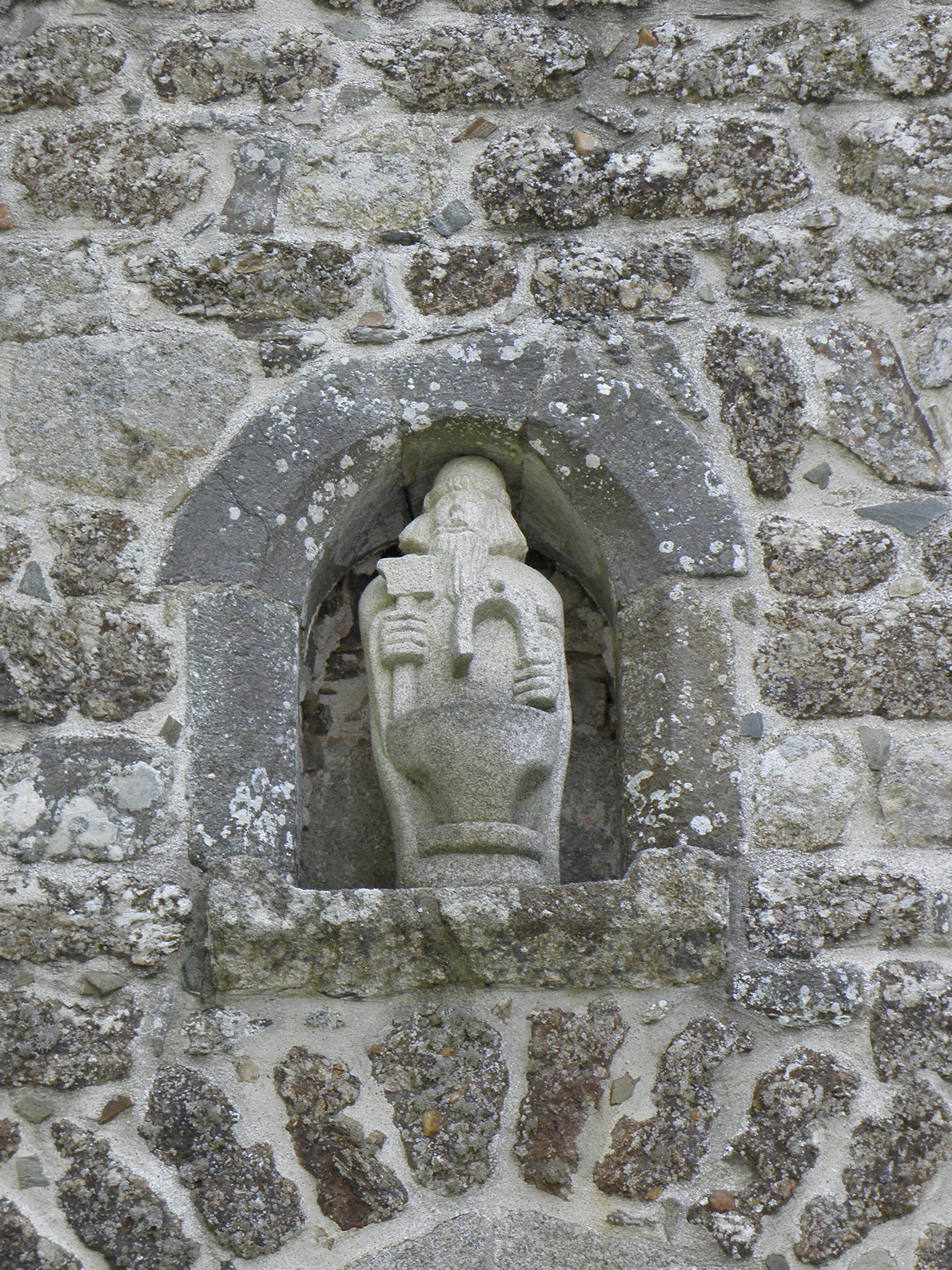
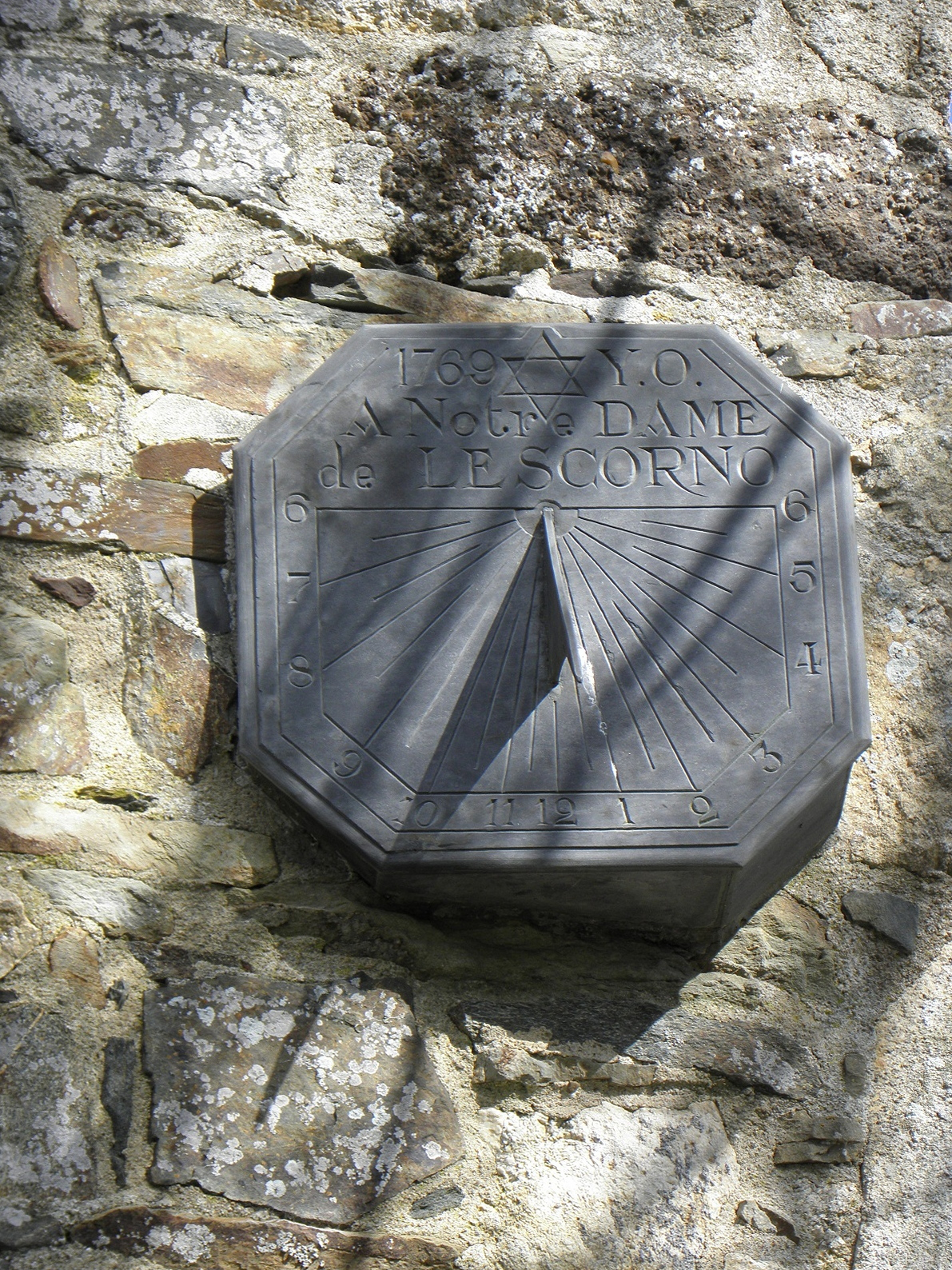
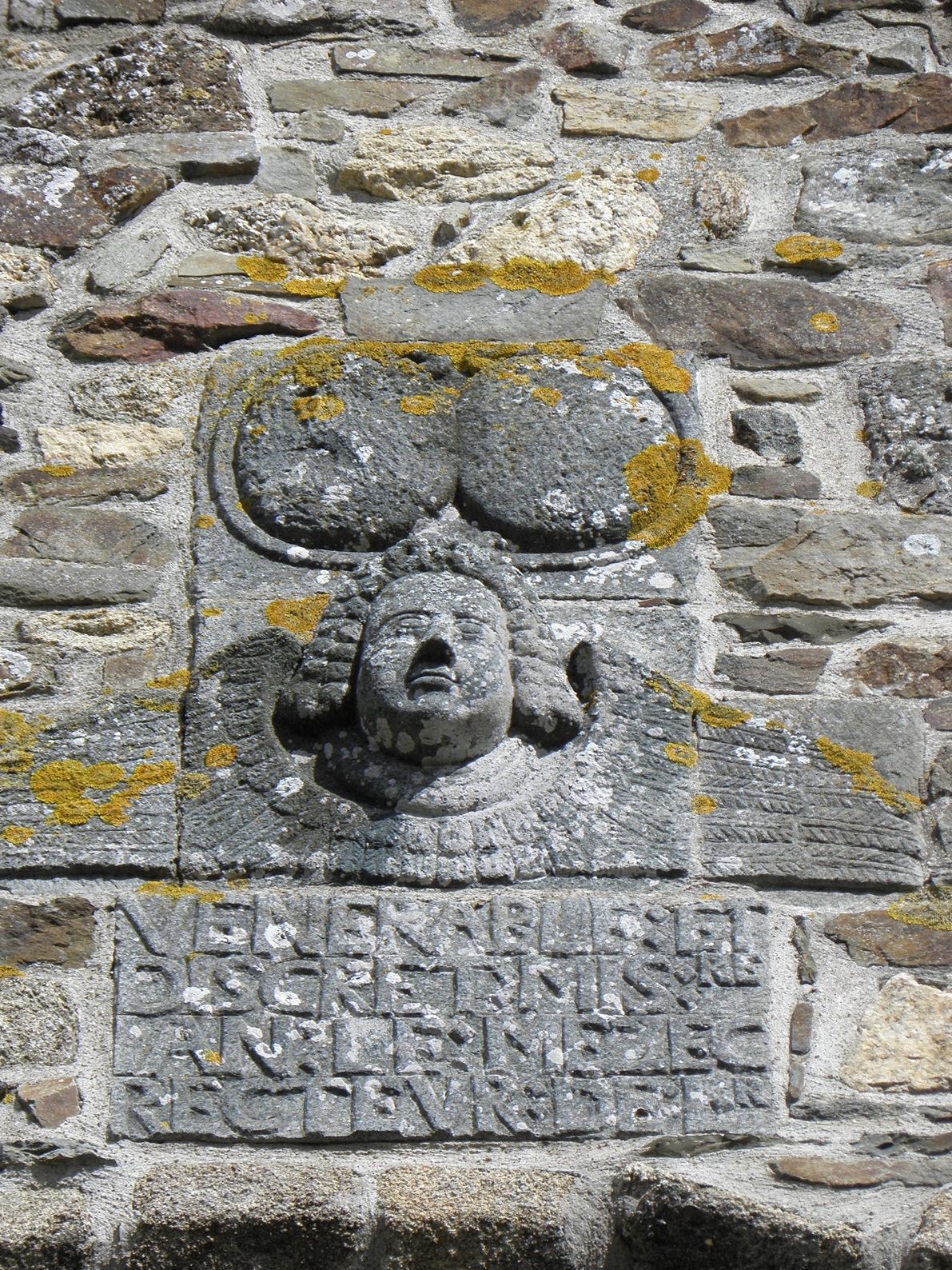